# Савфей (трибун 91 пр.н.е)
Савфей (на латински: Saufeius) е политик на Римската република от началото на I век пр.н.е. Произлиза от плебейската фамилия Савфеи.
През 91 пр.н.е. той е народен трибун заедно с Марк Ливий Друз Млади. Тази година консули са Секст Юлий Цезар III и Марций Филип. Разработват законопроекти относно извършването на аграрна реформа. Предлага се и даването на граждански права на съюзното население на Рим, като настоява за целта да се свика народното събрание. Малко преди изтичането на мандата му, трибунът Марк Ливий Друз е убит с нож пред прага на къщата му. Като заподозрян е Квинт Сервилий Цепион Млади. Смъртта на Друз проваля реформите и е повод за избухването на Съюзническата война.
Вероятно е роднина на Гай Савфей (квестор 100 пр.н.е.) и на Луций Савфей (конник и Магистър на Монетния двор 152 пр.н.е.), който е приятел на Тит Помпоний Атик. Луций Валерий Флак (суфектконсул 86 пр.н.е.) или синът му Луций Валерий Флак (претор 63 пр.н.е.) се жени за дъщерята на Л. Савфей и има дъщеря Валерия Паула.